# 北安普頓級重巡洋艦
北安普頓級巡洋艦（英語：Northampton class cruiser）是美國海軍的條約型巡洋艦，針對彭薩科拉級的不良點做了改進，總計建造六艘，其中三艘在太平洋戰爭中喪失，另三艘戰後除役解體。

## 設計
本級艦的設計受到《華盛頓海軍條約》的影響，條約限制巡洋艦的最大排水量為10,000噸，主砲最大口徑為8英寸（203 毫米）。北安普頓級是對前級彭薩科拉級的重量和成本做出的反應，在幾個方面有所不同。彭薩科拉級的主砲組由四座砲塔組成，共有10門8吋（203公釐）火砲，前後各有一座雙聯裝和三聯裝砲塔。相比之下，北安普頓號在三座三聯裝砲塔中安裝了9門8英寸（203毫米）火砲，兩座位於前方，一座位於後方，之後所有美國重型巡洋艦都採用了這種佈局。
儘管裝甲增強，但本級的重量仍比條約限制少了近 1,000噸。本級艦透過採用高船首樓增加了乾舷，後三艘船的乾舷向後延伸，以用作旗艦。這些船也是第一批採用舖位取代吊床的美國船。由於其重量比預期的輕，導致其劇烈搖晃，因此必須安裝深艙底龍骨。之後的是波特蘭級，本質上是改良版的北安普頓級。

## 战史
"奥古斯塔"号巡洋舰曾作为富兰克林 罗斯福的座舰参与<<大西洋宪章>>的制订。
战后剩余三舰参与了魔毯行动。

## 同級艦
| 舷號  | 艦名         | 建造商               | 下水          | 服役          | 結局                                                    |
| ----- | ------------ | -------------------- | ------------- | ------------- | ------------------------------------------------------- |
| CA-26 | 北安普頓號   | 伯利恆鋼鐵           | 1929年9月5日  | 1930年5月17日 | 1942年11月參與瓜達爾卡納爾島戰役期間被日艦擊沉          |
| CA-27 | 切斯特號     | 紐約造船廠           | 1929年7月3日  | 1930年6月24日 | 1946年6月24日除役                                       |
| CA-28 | 路易斯維爾號 | 普吉特海灣海軍造船廠 | 1930年9月1日  | 1931年1月15日 | 1946年6月17日除役                                       |
| CA-29 | 芝加哥號     | 馬爾島海軍船塢       | 1930年4月10日 | 1931年3月9日  | 1943年1月參與瓜達爾卡納爾島戰役期間被日本魚雷轟炸機擊沉 |
| CA-30 | 休斯頓號     | 紐波特紐斯造船公司   | 1929年9月7日  | 1930年6月17日 | 1942年3月巽他海峽戰役中被日艦擊沉                       |
| CA-31 | 奧古斯塔號   | 紐波特紐斯造船公司   | 1930年2月1日  | 1931年1月30日 | 1946年7月16日除役                                       |